# 謝爾本 (印地安納州摩根縣)
謝爾本（英語：Shelburne）是位於美國印地安納州摩根縣的一個非建制地區。該地的面積和人口皆未知。